# Ophioplinthus gelida
Ophioplinthus gelida is een slangster uit de familie Ophiuridae. De wetenschappelijke naam van de soort werd in 1901 gepubliceerd door René Koehler. Het heeft een circumpolaire distributie rond Antarctica.

## Beschrijving
De slangster Ophioplinthus gelida is oranjebruin of geelbruin van kleur, met een knobbelige schijf tot 2 cm in diameter en armen tot 6 cm lang.

## Verspreiding en leefgebied
Ophioplinthus gelida wordt gevonden van Sub-Antarctica en Zuid-Georgia tot het Antarctisch Schiereiland en het vasteland van Antarctica. Het wordt gevonden op 40 tot 2.725 meter op verschillende ondergronden, maar vooral modder en zachte sedimenten.

## Ecologie
Ophioplinthus gelida is een actief roofdier dat een grote verscheidenheid aan ongewervelde dieren en in het bijzonder borstelwormen vangt en opeet. Het voedt zich ook met organisch afval ('detritus') door oppervlaktesediment te verzamelen in kleine heuvels, die het vervolgens opslokt en het voedsel in de modder consumeert.
Het wordt aangevallen door een andere slangster, Ophiosparte gigas, en door de gigantische pissebed Glyptonotus antarcticus, en mogelijk ook door vissen en zeesterren. Ophioplinthus gelida wordt vaak geparasiteerd door een bruine spons, Iophon radiatum, die over de schijf en armen van de slangster groeit en zijn kleur kan verdoezelen.